# Банк Республіка Арена
Банк Респу́бліка Аре́на, раніше називалася Аліня Арена — футбольний стадіон, розташований у муніципалітеті Масазир, у передмісті Баку, Азербайджан. Стадіон вміщує 9000 глядачів і використовується футбольним клубом «Сабах» азербайджанської Прем'єр-ліги.
Урочисте відкриття стадіону відбулося 3 жовтня 2014 року в присутності президента країни Ільхама Алієва.
На стадіоні відбувся фінал Кубка Азербайджану сезону 2020—2021 між ФК «Кешла» та ФК «Сумгаїт» (2–1).
Банк Республіка Арена відповідає критеріям 3 категорії УЄФА для проведення міжнародних клубних змагань та матчів.